# جون كليري
جون كليري (بالإنجليزية: Jon Cleary)‏ هو كاتب أغاني وعازف بيانو بريطاني، ولد في 11 أغسطس 1962 في Cranbrook, Kent ‏ في المملكة المتحدة.

## وصلات خارجية
- الموقع الرسمي
- جون كليري على موقع IMDb (الإنجليزية)
- جون كليري على موقع ميوزك برينز (الإنجليزية)
- جون كليري على موقع أول ميوزيك (الإنجليزية)
- جون كليري على موقع ديسكوغز (الإنجليزية)